# Obří číše
Obří číše jsou výrobek z foukaného skla karlovarské sklárny Moser. Vytvořeny byly k jejich stému výročí. Poprvé byly představeny na světové výstavě Expo 58 v Bruselu. Staly se velmi populárním artiklem československého designu.

## Historie
Ředitel pražské prodejny Bohemia-Moser František Chocholatý a hutní návrhář Rudolf Schwedler sklenice navrhli roku 1957, při příležitosti stého výročí založení sklárny Moser. Soupravu tvoří šest velkých skleněných nádob různých tvarů, majících přezdívky odkazující k jejich tvaru: Tlustá Berta, Štíhlá dáma, Vysoký chlapík, Zavalitý pán, Dlouhá tvář a Měsíček (Měsíční tvář). Vyrábí ve třech velikostech: obří, střední a miniaturní. Například sklenice Tlustá Berta má v největší obří verzi objem plných 4,7 litru.
Obří číše byly poprvé představeny roku 1957 na Mezinárodním filmovém festivalu v Karlových Varech. V následujícím roce byly zařazeny do kolekce skla pro světovou výstavu Expo 58 v Bruselu. Veřejnosti se představily ve francouzské restauraci československého pavilonu. Sklárna tehdy získala nejvyšší ocenění Grand Prix. Následně byla souprava vystavena na řadě dalších akcí, např. výstavách v Moskvě (1959) a Miláně (1960), či filmových festivalech v Cannes (1961) a Sorrentu. V Československu se obří číše staly oblíbeným dárkem ke kulatinám.
Pro propagaci značky Moser mezi movitou západní klientelou František Chocholatý roku 1957 založil Klub obřích číší (anebo Klub Moser, World Moser Club). Klub sídlil v paláci U Černé růže v ulici Na příkopě. Klub byl inspirován západními exkluzivními kluby s účastí významných osobností. Součástí vstupu nových členů byl přijímací rituál spojený s pitím Becherovky z obří číše. Do klubu vstupovali aristokraté, umělci, či diplomaté. Členy klubu se staly tisíce osob, mimo jiné Václav Havel, Jurij Gagarin, Louis Armstrong, nebo Sophia Lorenová. 